# Schmilau
Schmilau er en kommune i det nordlige Tyskland, beliggende i Amt Lauenburgische Seen under Kreis Herzogtum Lauenburg. Kreis Herzogtum Lauenburg ligger i delstaten Slesvig-Holsten.

## Geografi
Byen Schmilau ligger cirka fire kilometer syd for Ratzeburg og ca. fem km nordøst for Mölln, i Naturpark Lauenburgische Seen.
Vandkraftværket Farchau blev sat i drift i 1925 ved udmundingen af Schaalseekanal i Küchensee, der er den sydligste del af Ratzeburger See.